# Zadelkruk

Zadelkruk met gedeeld zadel.

Op deze foto is goed te zien dat men meer rechtop zit dan op een traditionele stoel.

Een zadelkruk, ook wel bekend als een zadelstoel of zadelzit, is een ergonomisch ontworpen stoel die met name wordt gebruikt in diverse professionele omgevingen, zoals kantoren, ziekenhuizen, (tand)artsenpraktijken, laboratoria en schoonheidssalons. De zadelkruk heeft een zitting die lijkt op een paardenzadel, vandaar de naam. Deze zitting zorgt voor een actieve zithouding waarbij de gebruiker automatisch een rechte houding aanneemt en de rug in een neutrale positie blijft. Men zit op een dergelijke stoel ongeveer 20-30 centimeter hoger dan op een traditionele stoel, zodat de heupen en knieën ook een andere hoek hebben. Dat heeft tot gevolg dat als achter een bureau wordt gewerkt, dit ook hoger afgesteld moet zijn.

## Ontwerp en functies
Een typische zadelkruk bestaat uit een zadelvormige zitting, meestal bekleed met kunstleer of stof. Er zijn zadelkrukken met een zadel dat uit een deel bestaat; andere zadelkrukken hebben een gedeeld zadel. De gedachte daarachter is dat er minder druk op de stuit en de genitaliën komt.
Het onderstel van de kruk komt meestal overeen met die van een bureaustoel, met zwenkwielen voor verplaatsing en een gasveer voor de hoogteverstelling. Sommige zadelkrukken hebben een rugleuning en bij sommige zadelkrukken kan de zitting gekanteld worden of is deze zelfs in zekere mate vrij scharnierend.